# 一大会址·新天地站
一大会址·新天地站位于中华人民共和国上海市黄浦区复兴中路与马当路交叉口，新天地附近，是上海地铁10号线及13号线的地铁换乘站。其中10号线车站于2010年4月10日启用，13号线车站于2015年12月19日启用。本站因鄰近中国共产党第一次全国代表大会会址，於2021年6月20日，該站為紀念中共成立100週年由新天地站更名为一大会址·新天地站。

## 车站结构

### 楼层分布
| 地面层   | 出入口             | 1-6出入口                                 |                    |                    |
| 地下一层 | 站厅               | 票务服务、自动售票机、人工服务台          |                    |                    |
| 地下二层 | 侧式站台，右侧开门 | 侧式站台，右侧开门                        | 侧式站台，右侧开门 | 侧式站台，右侧开门 |
|          | ①站台              | █ 10号线 往虹桥火车站或航中路（陕西南路） |                    |                    |
|          |                    | █ 10号线 存车线                           |                    |                    |
|          | ②站台              | █ 10号线 往基隆路（老西门）               |                    |                    |
|          | 侧式站台，右侧开门 |                                           |                    |                    |
| 地下三层 | ③站台              | █ 13号线 往金运路（淮海中路）             |                    |                    |
|          | 岛式站台，左侧开门 |                                           |                    |                    |
|          | ④站台              | █ 13号线 往张江路（马当路）               |                    |                    |

### 站厅
一大会址·新天地站的站厅位于地下一层，10号线和13号线的站厅呈L形布置。

### 站台
10号线车站设有2个側式月台，位于复兴中路地底，大致呈东西走向。13号线车站设有1个島式月台，位于马当路西侧地底，大致呈南北走向。所有站台均设有通往站厅的升降电梯。

### 出入口
一大会址·新天地站共有6个出入口，另车站设有未编号出入口连通Soho复兴广场，近1号出口设地下连通道通向毗邻的新天地时尚二期，各出入口如下所示：
| 出口编号            | 出口指示           | 照片 |
| ------------------- | ------------------ | ---- |
| 1 · 出口            | 复兴中路，马当路   |      |
| 2 · 出口            | 复兴中路，黄陂南路 |      |
| 3 · 出口            | 马当路             |      |
| 4 · 出口            | 马当路，合肥路     |      |
| 5 · 出口 · （设有） | 复兴中路，淡水路   |      |
| 6 · 出口            | 复兴中路，马当路   |      |
| 图例： 设有         |                    |      |

## 车站周边
- SOHO复兴广场
- 上海市基督教诸圣堂
- 辣斐大戏院旧址
- 上海银行博物馆
- 新天地
- 中共一大会址
- 太平桥公园
- 复兴公园

## 图集
- 10号线站厅
- 13号线站厅
- 更名前的10号线往陕西南路站方向站台與大字壁
- 更名初期的13号线临时站台大字壁
- 13號線站台末端的換乘樓梯
- 更名后的10号线东行站台
- 2010年的车站2号出入口